# João Gaspar Rosa
João Gaspar Rosa (Joinville, 21 de setembro de 1945) é um político brasileiro, filiado ao Podemos.
Anteriormente foi filiado ao PSB, PDT e PMDB.

## Carreira
Foi vice-prefeito e duas vezes vereador por Joinville.
Foi deputado à Assembleia Legislativa de Santa Catarina na 11ª legislatura (1987 — 1991).